# Dolno Lakocserej
Dolno Lakocserej (macedónul: Долно Лакочереј) település Észak-Macedóniában, a Délnyugati körzet Ohridi járásában.

## Népesség
| Lakosok száma | 601  | 699  | 747  | 826  | 889  | 931  | 646  | 728  | 608  |
|               | 1948 | 1953 | 1961 | 1971 | 1981 | 1991 | 1994 | 2002 | 2021 |

2002-ben 728 lakosa volt, akik közül 727 macedón és 1 szerb.